# Eugenio Dittborn
Eugenio Dittborn (* 1943 in Santiago de Chile) ist ein chilenischer Maler.

## Leben und Werk
Dittborn studierte von 1962 bis 1965 an der Fakultät für Malerei der Universidad de Chile. 1966 zog er nach Madrid und studierte Lithografie. Von 1967 bis 1969 studierte Dittborn an der Universität der Künste Berlin und nahm an Kursen an der École nationale supérieure des beaux-arts de Paris teil. Wieder zurück in Chile hatte Dittborn Kontakt zur Escena de Avanzada, den Künstlern Gonzalo Díaz Cuevas, Juan Domingo Dávila und Arturo Duclos und der Kunstkritikerin Nelly Richard.
In den 1980er Jahren begann Dittborn auf großem braunen Papier zu malen und verschickte diese Malereien, zusammengefaltet auf ein sechzehntel ihrer ursprünglichen Größe, in Briefumschlägen per Post. Später malte er auch auf Stoff, machte Collagen aus leichten Materialien und fertigte die Umschläge selbst an. Diese Vorgehensweise ermöglichte ihm während der Regierungszeit von Augusto Pinochet (1973–1990) die Beteiligung an internationalen Ausstellungen. Die „Airmail Paintings / Luftpost Malereien“, wurden das Herzstück von Dittborns Werk.
Eugenio Dittborn stellt international aus, er war unter anderem 1992 Teilnehmer der documenta IX in Kassel und 1994 Teilnehmer der Ausstellung „Cocido y crudo“ im Museo Reina Sofía in Madrid.

## Auszeichnungen
- 1985: Guggenheim-Stipendium.
- 2002: Konex Award.[4]
- 2005: Premio Nacional de Artes Plásticas[5]